# Daniel Sturla Berhouet
Daniel Fernando Sturla Berhouet S.D.B. (Montevideo, 4 juli 1959) is een Uruguayaans geestelijke en een kardinaal van de Katholieke Kerk.
Sturla Berhouet trad op 31 januari 1980 in bij de Salesianen van Don Bosco. Hij werd op 21 november 1987 tot priester gewijd.
Op 10 december 2011 werd Sturla Berhouet benoemd tot hulpbisschop van Montevideo en tot titulair bisschop van Phelbes; zijn bisschopswijding vond plaats op 4 maart 2012. Op 11 februari 2014 volgde zijn benoeming tot aartsbisschop van Montevideo waardoor hij tevens primaat van Uruguay werd. Hij was de opvolger van Nicolás Cotugno Fanizzi die met emeritaat was gegaan.
Sturla Berhouet werd tijdens het consistorie van 14 februari 2015 kardinaal gecreëerd. Hij kreeg de rang van kardinaal-priester. Zijn titelkerk werd de Santa Galla.

## Geselecteerde werken
- (es)  1916-1917: Separación de la Iglesia y el Estado en el Uruguay, Instituto Teológico del Uruguay Mariano Soler, Libro Anual, 1993
- (es)  ¿Santa o de Turismo? Calendario y secularización en el Uruguay, Instituto Superior Salesiano, colección Proyecto Educativo, 2010

- autores.uy: 9579
- Gemeinsame Normdatei: 1056212799
- International Standard Name Identifier: 0000 0000 4009 6810
- Library of Congress Control Number: n2005203764
- Virtual International Authority File: 14188413
- WorldCat: E39PBJkp9yFYF6YxqcJYQqvGpP